# Colpochila jungi
Colpochila jungi är en skalbaggsart som beskrevs av Blackburn 1906. Colpochila jungi ingår i släktet Colpochila och familjen Melolonthidae. Inga underarter finns listade i Catalogue of Life.